# 敬誠 (安大略省)
敬誠是加拿大安大略省喬治娜的一個非建制地區，處於多倫多以北的庫克斯灣（錫姆科湖的一部分），根據2011年加拿大人口普查，該地人口約25,527人。
交通方面，透過 404號高速公路 南下可直達萬錦（Markham）、北約克（North York）及多倫多市區，公車由 York Region Transit (YRT) 與 GO Transit 提供接駁服務。
得益於優越的自然環境、極低的犯罪率以及便捷的交通條件，敬誠地區的房地產市場近年來發展迅速。隨著 Keswick 商業園區（Keswick Business Park） 的正式投入運營，區域經濟活力顯著提升，進一步帶動了當地基礎設施建設與人口成長，整體區域發展已邁入加速階段，並吸引大量產業資本進駐。
城市的中文名又称敬城。